# The Crowd Roars (pel·lícula de 1932)
The Crowd Roars és una pel·lícula estatunidencae pre-Codi de 1932 dirigida per Howard Hawks protagonitzada per James Cagney i amb Joan Blondell, Ann Dvorak, Eric Linden, Guy Kibbee i Frank McHugh. El 1938 es va fer una pel·lícula del mateix nom amb una història diferent, protagonitzada per Robert Taylor.
El conductor de les seqüències de les curses d'automòbils de la pel·lícula va ser Harry Hartz, una conegut professional de Board track racing i Indianapolis 500. Va ser refeta el 1939 com a Indianapolis Speedway  amb Pat O'Brien en el paper de Cagney, Ann Sheridan en el paper de Blondell i McHugh en el mateix paper que va interpretar a l'original.

## Trama
El campió d'automobilisme Joe Greer (James Cagney) torna a casa per competir en una cursa d'exhibició amb el seu germà petit Eddie, que té aspiracions de convertir-se en campió. L'obsessió misògina de Joe per "protegir" l'Eddie (Eric Linden) de les dones fa que Joe interfereixi en la relació d'Eddie amb Anne (Joan Blondell), donant lloc a un distanciament entre Joe i Eddie, i entre Joe i la seva xicota Lee (Ann Dvorak), a qui se li fa sentir "no prou bé" per estar al costat d'Eddie.
Durant la carrera, un tercer pilot, Spud Connors (Frank McHugh), xoca i és cremat viu. Conduint volta rere volta a través de les flames i l'olor de la carn cremada (i potser més enllà del cos cremant) mentre es culpa de l'accident, Joe perd la seva voluntat de córrer. Eddie continua guanyant. Després, la carrera Joe es desploma a mesura que puja l'Eddie. El poder de l'amor finalment triomfa, i la carrera de Joe i les seves relacions amb Lee i Eddie es rehabiliten.

## Producció
The Crowd Roars es basa llunyanament en l'obra The Barker: A Play of Carnival Life de Kenyon Nicholson. Hawks va desenvolupar el guió amb Seton Miller per a la seva vuitena i última col·laboració i el guió va ser de Miller, Kubec Glasmon, John Bright i Niven Busch. Blondell i Dvorak van ser escollits inicialment en els papers de l'altre, però es van canviar després d'uns dies de rodatge. El rodatge va començar el 7 de desembre de 1931 a Legion Ascot Speedway i es va acabar l'1 de febrer de 1932. Hawks va utilitzar autèntics pilots de cotxes de carreres a la pel·lícula, inclòs el guanyador de les 500 Milles d'Indianapolis de 1930 Billy Arnold.:156–162
Algunes escenes van ser filmades a la desapareguda pista de carreres del Velòdrom de Nutley a Nutley, Nova Jersey, amb Harry Hartz substituint James Cagney. A les impressions originals de la pel·lícula, la gran escena de carreres al final es va imprimir en material tintat "Inferno". El 1932 es va produir una versió en francès La foule hurle, protagonitzada per Jean Gabin. Warner Bros. va refer The Crowd Roars el 1939 com a Indianapolis Speedway.
El sentimentalisme es minimitza en aquesta pel·lícula pre-Codi. La pudor persistent del cos ardent de Spud està fortament implicada per l'expressió horroritzada de la cara de cada conductor mentre passa pel fum i la llengua de la gasolina encesa QUE marca el lloc de l'accidemt, de vegades empenyent el seu mocador contra el nas.

## Taquilla
Segons els registres de Warner Bros, la pel·lícula va guanyar 524.000 dòlars nacionals i 245.000 dòlars a l'estranger.